# Salvable
Pour plus de détails, voir Fiche technique et Distribution.
Salvable est un film britannique réalisé par Björn Franklin et Johnny Marchetta et sorti en 2025. Il s'agit de leur premier long métrage.

## Synopsis
Surnommé « The Bull », Sal est un boxeur vieillissant. Il tente malgré de continuer les combats, pour échapper à l'emprise de sa petite ville. Sal essaye de renouer des liens avec sa fille adolescente, Molly.

## Fiche technique
Sauf indication contraire, les informations mentionnées dans cette section peuvent être confirmées par les bases de données cinématographiques IMDb et Allociné,  présentes dans la section « Liens externes ».
- Titre original : Salvable
- Réalisation : Björn Franklin et Johnny Marchetta
- Scénario : Björn Franklin
- Musique : David Keenan
- Décors : Sabrina Linder
- Costumes : Amy Louise Thompson
- Photographie : Simon Plunket
- Montage : Shahnaz Dulaimy
- Production : Jamie Gamache, James Kermack, Julien Loeffler, Connor O'Hara et Elora Thevenet.
- Sociétés de production : Lowkey Films et Featuristic Films
- Sociétés de distribution : Vertical (Royaume-Uni), Lionsgate Films (États-Unis)
- Budget : N/A
- Pays de production :  Royaume-Uni
- Langue originale : anglais
- Format : couleur
- Genre : drame, crime, sport
- Durée : 101 minutes
- Dates de sortie[1] :
  - États-Unis, Canada : 2 mai 2025 (vidéo à la demande)
- Classification[2] :
  - États-Unis : R

## Distribution
- Toby Kebbell : Sal
- Shia LaBeouf : Vince
- Emir Jonathan Sanioglu : Tea Bag
- Kíla Lord Cassidy : Molly
- James Cosmo : Welly
- Michael Socha : Little Michael
- Elaine Cassidy : Elaine
- Aiysha Hart : Fay
- Barry Ward : Paddy
- Nell Hudson : Becky
- Charlie Williams : McShane
- Jermaine Liburd : Oliver
- Carl Froch : lui-même

## Production
Il s'agit de la première réalisation de Björn Franklin et Johnny Marchetta. Le film est produit par Jamie Gamache et Connor O'Hara pour Lowkey Films et par Julien Loeffler, James Kermack et Elora Thevenet via Featuristic Films.
L'ancien boxeur britannique Carl Froch officie comme entraîneur pour Toby Kebbell et Shia LaBeouf. James Cosmo, Kila Lord Cassidy, Elaine Cassidy, Michael Socha, Aiysha Hart, Nell Hudson, Barry Ward ou encore Jermaine Liburd viennent compléter la distribution. Carl Froch est également confirmé en caméo,.
Le tournage débute au pays de Galles en avril 2024. Il se déroule notamment à Barry,.

## Sortie et accueil

### Dates de sortie
En février 2025, Grindstone Entertainment Group — filiale de Lionsgate — acquiert les droits de distribution pour l'Amérique du Nord, alors que Vertical se charge de la sortie au Royaume-Uni et en Irlande. La sortie a lieu le 2 mai 2025.

### Critique
Sur le site d'agrégation de critiques Rotten Tomatoes, le film obtient 4&% d'avis favorables, pour 17 critiques. Sur le site Metacritic, qui utilise une moyenne pondérée, le film obtient la note de 54⁄100 pour 5 critiques.